# بيلي كالندر
بيلي كالندر (بالإنجليزية: Billy Callender)‏ (5 يناير 1903 في المملكة المتحدة - 26 يوليو 1932 في المملكة المتحدة) هو لاعب كرة قدم إنجليزي في مركز حراسة المرمى. لعب مع كريستال بالاس والرابطة الحادية عشر لكرة القدم ‏ وPrudhoe Town F.C. ‏.